# Wilhelm Knop
Johann August Ludwig Wilhelm Knop (* 28. Juli 1817 in Altenau, Harz; † 28. Januar 1891 in Leipzig) war ein deutscher Agrikulturchemiker und gemeinsam mit Julius von Sachs Mitbegründer der modernen Hydrokultur.

## Leben
Wilhelm Knop wurde in Altenau als Sohn des Försters Ludewig Ernst Knop und dessen Frau Philippine Amalie Haeberle geboren, der Mineraloge und Gelehrte Adolph Knop war einer seiner Brüder. Er studierte Naturwissenschaften an den Universitäten Göttingen und Heidelberg und lehrte von 1847 bis 1856 Mechanik und Naturwissenschaften an der Handelslehranstalt in Leipzig. 1853 habilitierte er sich mit einer Arbeit über die Physiologie von Wasserpflanzen an der Universität Leipzig, an der er ab 1861 als Professor und ab 1880 als ordentlicher Honorarprofessor für Agrikulturchemie wirkte. Von 1856 bis 1866 leitete er gleichzeitig die wissenschaftliche Abteilung der Landwirtschaftlichen Versuchsstation Möckern bei Leipzig. 1864 wurde er als ordentliches Mitglied in die Königlich Sächsische Gesellschaft der Wissenschaften aufgenommen.
Die Schwerpunkte seiner Forschungstätigkeit lagen auf den Gebieten der Pflanzenphysiologie und der Düngerlehre. Durch seine wegweisenden Versuche mit der Anzucht von Kulturpflanzen in Nährlösungen gilt Knop neben Julius von Sachs als einer der Mitbegründer der Methode der modernen Hydrokultur. Die Knopsche Nährlösung hat die folgende Zusammensetzung:
- 1,00 g/l Ca(NO3)2 Calciumnitrat,
- 0,25 g/l MgSO4 · 7 H2O Magnesiumsulfat,
- 0,25 g/l KH2PO4 Kaliumdihydrogenphosphat,
- 0,25 g/l KNO3 Kaliumnitrat,
- Spuren FeSO4 · 7 H2O Eisen(II)-sulfat.

Weil zur Zeit von Wilhelm Knop die Chemikalien nicht besonders rein waren, konnte man auf den Zusatz von weiteren Spurenelementen verzichten. Bei den heutigen, viel reineren Chemikalien wird der Zusatz von Spurenelementen empfohlen, zum Beispiel in Form der Spurenelementlösung (A-Z-Lösung) nach Dennis Robert Hoagland (siehe dazu Hydrokulturdünger Hoagland). Die Namen Hoagland und Knop werden heute als Marke für ein innovatives Nährmedium verwendet, nämlich das Hoagland und Knop Medium, das speziell für pflanzliche Zell-, Gewebe- und Organkulturen auf Agar konzipiert wurde.
Die meisten seiner Versuchsergebnisse hat er in den Zeitschrift Die landwirthschaftlichen Versuchs-Stationen veröffentlicht. Für Knop war die Anzucht von Kulturpflanzen in Nährlösungen vorrangig eine Methode zur Aufdeckung naturwissenschaftlicher Gesetzmäßigkeiten. Für die Feststellung der Wirksamkeit von mineralischen Düngemitteln betrachtete er den Feldversuch als die maßgebende Untersuchungsmethode.
Knop gab von 1848 bis 1862 das Chemisch-Pharmaceutische Centralblatt und zeitweise das Chemische Centralblatt heraus. Er schrieb mehrere Fachbücher über Agrikulturchemie und über Düngungsprobleme in der Landwirtschaft.

## Schriften
- Über das Verhalten einiger Wasserpflanzen zu Gasen. Leipzig 1853.
- Handbuch der chemischen Methoden. Leipzig 1859.
- Über die Ernährung der Pflanzen durch wässerige Lösungen bei Ausschluss des Bodens. Landw. Versuchsst. 2, 65-99, 279-293 (1860).
- Der Kreislauf des Stoffs. Lehrbuch der Agricultur-Chemie. 2 Bde. Leipzig 1868.
- Die Bonitirung der Ackererde. Haessel, Leipzig 1871, urn:nbn:de:bvb:12-bsb11011976-6.
- Ackererde und Culturpflanze. Leipzig 1883.